# SL4A
Scripting Layer for Android (SL4A, ранее назывался Android Scripting Environment или ASE) — библиотека, которая позволяет создание и запуск скриптов, написанных на различных языках сценариев прямо на Android-устройствах. SL4A предназначен для разработчиков и все ещё находится на стадии альфа-тестирования.
Эти сценарии имеют доступ ко многим API, доступном для нормального Java приложения, но с упрощенным интерфейсом. Сценарии могут быть запущены в интерактивном режиме в терминале, в фоновом режиме, или с помощью Locale.
В настоящее время[когда?] поддерживаются следующие языки:
- Python используя CPython
- Perl
- Ruby используя JRuby
- Lua
- BeanShell
- JavaScript используя Rhino
- Tcl